# Tabaré Inácio
Tabaré Inácio é um filme documentário de curta-metragem brasileiro, de 2016, dirigido pelo realizador e cineclubista santa-mariense Luiz Alberto Cassol.

## Sinopse
O documentário conta a história de vida de seu Inácio, porteiro há mais de trinta anos em um prédio no centro de Porto Alegre. Ele trabalha no período da noite e na madrugada e, a partir de um “boa noite”,  são registradas as opiniões dele sobre vários temas, intercaladas com sua rotina no trabalho. 

## Exibição em Festivais
| Ano  | Festivais                                           | País      | Ref               |
| ---- | --------------------------------------------------- | --------- | ----------------- |
| 2019 | Cineserra – Festival do Audiovisual da Serra Gaúcha | Brasil    | [ 3 ] [ 4 ]       |
| 2018 | Festival Latinoamericano de Cortometrajes Lapacho   | Argentina | [ 5 ] [ 6 ]       |
| 2016 | 44º Festival de Cinema de Gramado                   | Brasil    | [ 7 ] [ 8 ] [ 9 ] |
| 2016 | Mostra de Cinema de Santa Maria                     | Brasil    | [ 10 ]            |
| 2016 | Festival de Cinema de Três Passos                   | Brasil    | [ 11 ] [ 12 ]     |